# Paul Kalanithi
Paul Sudhir Arul Kalanithi (1 tháng 4 năm 1977 – 9 tháng 3 năm 2015) là một nhà giải phẫu thần kinh và nhà văn người Mỹ gốc Ấn Độ. Cuốn sách When Breath Becomes Air của anh là một cuốn hồi ký về cuộc đời và cuộc chiến đấu với bệnh ung thư phổi di căn giai đoạn IV của anh. Nó được xuất bản sau khi anh qua đời bởi Random House vào tháng 1 năm 2016. Cuốn sách đã lọt vào danh sách những cuốn sách phi hư cấu bán chạy nhất của The New York Times trong nhiều tuần liên tiếp. Tại Việt Nam, cuốn sách này đã được Nhà xuất bản Lao Động dịch và xuất bản vào tháng 7 năm 2017 với tên gọi Khi hơi thở hoá thinh không.

## Niên thiếu và học vấn
Paul Kalanithi sinh ngày 1 tháng 4 năm 1977 và sống tại Westchester, New York. Anh sinh ra trong một gia đình tín hữu Thiên chúa giáo chuyển tới từ Tamil Nadu và Andhra Pradesh, Ấn Độ. Kalanithi có hai người anh em trai, Jeevan và Suman; Jeevan là một kỹ sư về máy tính/robot và Suman là một nhà thần kinh học. Gia đình anh chuyển từ Bronxville, New York tới Kingman, Arizona khi Kalanithi lên 10. Kalanithi theo học trường Trung học Kingman, nơi anh tốt nghiệp với tư cách thủ khoa (en:valedictorian).
Kalanithi đã theo học Đại học Stanford, nơi anh tốt nghiệp với bằng Cử nhân và Thạc sĩ (Master of Arts) ngành Văn học Anh, và một bằng Cử nhân khoa học (Bachelor of Science) ngành nhân sinh học vào năm 2000. Sau khi tốt nghiệp Stanford, anh tiếp tục theo học Đại học Cambridge, nơi anh học tập tại Đại học Darwin và tốt nghiệp với bằng Thạc sĩ ngành Lịch sử và Triết học về Khoa học và Y học. Mặc dù ban đầu định theo đuổi bằng tiến sĩ ngành Văn học Anh, Kalanithi sau đó theo học tại Trường Y khoa Đại học Yale (Yale School of Medicine), nơi anh tốt nghiệp với bằng danh dự cum laude năm 2007, được trao tặng Giải thưởng Tiến sĩ Louis H. Nahum cho nghiên cứu của anh về hội chứng Tourette. Ông được giới thiệu vào hội danh dự y học quốc gia Alpha Omega Alpha.
Tại Yale, Kalanithi đã gặp Lucy Goddard, người sẽ trở thành vợ tương lai của anh.

## Sự nghiệp
Sau khi tốt nghiệp trường y, Kalanithi trở về Stanford để hoàn thành khóa đào tạo nội trú của mình về ngành phẫu thuật thần kinh và học bổng sau tiến sĩ về khoa học thần kinh tại Trường Y khoa Đại học Stanford.
Vào tháng 5 năm 2013, Kalanithi được chẩn đoán mắc bệnh ung thư phổi tế bào không nhỏ (non-small-cell) dương tính với EGFR di căn giai đoạn IV. Anh qua đời vào tháng 3 năm 2015 ở tuổi 37.

## Đời tư
Kalanithi đã cưới Lucy (nhũ danh Goddard), và có với nhau một con gái, Elizabeth Acadia ("Cady"). Lucy là một bác sĩ nội khoa tại Trung tâm nghiên cứu ưu tú lâm sàng (Clinical Excellence Research Center) thuộc Trường Y khoa Đại học Stanford, cô cũng là người viết lời bạt cho cuốn Khi hơi thở hoá thinh không.
Mặc dù Kalanithi được nuôi dưỡng trong một gia đình tín hũu Thiên chúa giáo mộ đạo, ông đã từ bỏ đức tin ở trong những năm thiếu niên và lứa tuổi hai mươi của mình để ủng hộ các ý tưởng khác. Tuy nhiên, ông vẫn giữ lại "các giá trị trung tâm của Công giáo – hy sinh, cứu chuộc, tha thứ" và quay trở lại với Thiên chúa giáo sau này trong cuộc đời của mình. Trong cuốn sách của mình, ông thậm chí còn nói rằng nếu ông trở nên mộ đạo hơn khi còn niên thiếu, ông sẽ trở thành một mục sư.

### Sách phi hư cấu
- Khi hơi thở hoá thinh không[2] (When Breath Becomes Air)

### Tiểu luận
- "How Long Have I Got Left?" cho The New York Times[12]
- "Before I go: Time warps for a young surgeon with metastatic lung cancer" for Stanford Medicine Magazine[13]
- "My last day as a surgeon" for The New Yorker[14]
- "Terra Incognita: Remembering Sherwin Nuland" for The Paris Review[15]

### Bài báo học thuật
Chỉ các bài viết là tác giả chính (lead author) được liệt kê bên dưới
- Kalanithi, P. S.; Arrigo, R. T.; Tran, P; Gephart, M. H.; Shuer, L; Fisher, R; Boakye, M (2014). "Rehospitalization and emergency department use rates before and after vagus nerve stimulation for epilepsy: Use of state databases to provide longitudinal data across multiple clinical settings". Neuromodulation: Technology at the Neural Interface. Quyển 17 số 1. tr. 60–4, discussion 64–5. doi:10.1111/ner.12051. PMID 23551457.
- Kalanithi, P. S.; Henderson, J. M. (2012). "Emerging Horizons in Neuromodulation – New Frontiers in Brain and Spine Stimulation". International review of neurobiology. International Review of Neurobiology. Quyển 107. tr. 185–205. doi:10.1016/B978-0-12-404706-8.00010-3. ISBN 9780124047068. PMID 23206683. {{Chú thích tạp chí}}: |chapter= bị bỏ qua (trợ giúp)
- Kalanithi, P. A.; Arrigo, R; Boakye, M (2012). "Morbid obesity increases cost and complication rates in spinal arthrodesis". Spine. Quyển 37 số 11. tr. 982–8. doi:10.1097/BRS.0b013e31823bbeef. PMID 22037526.
- Kalanithi, P; Schubert, R. D.; Lad, S. P.; Harris, O. A.; Boakye, M (2011). "Hospital costs, incidence, and inhospital mortality rates of traumatic subdural hematoma in the United States". Journal of Neurosurgery. Quyển 115 số 5. tr. 1013–8. doi:10.3171/2011.6.JNS101989. PMID 21819196.
- "National complication rates and disposition after posterior lumbar fusion for acquired spondylolisthesis". Spine. Quyển 34 số 18. 2009. tr. 1963–9. doi:10.1097/BRS.0b013e3181ae2243. PMID 19652635. {{Chú thích tạp chí}}: Đã bỏ qua tham số không rõ |authors= (trợ giúp)
- Kalanithi, P. S.; Zheng, W; Kataoka, Y; Difiglia, M; Grantz, H; Saper, C. B.; Schwartz, M. L.; Leckman, J. F.; Vaccarino, F. M. (2005). "Altered parvalbumin-positive neuron distribution in basal ganglia of individuals with Tourette syndrome". Proceedings of the National Academy of Sciences. Quyển 102 số 37. tr. 13307–12. Bibcode:2005PNAS..10213307K. doi:10.1073/pnas.0502624102. PMC 1201574. PMID 16131542. father. name.